# Wefensleben
Wefensleben é um município da Alemanha, situado no distrito de Börde, no estado de Saxônia-Anhalt. Tem 12,63 km² de área, e sua população em 2019 foi estimada em 1.705 habitantes.